# Ne daj se, Nina
Ne daj se, Nina je srpska i hrvatska telenovela snimljena po licenci jedne od najuspešnijih kolumbijskih telenovela "Ružna Beti" (Yo soy Betty, la Fea), autora Fernanda Gaitana. Licencni partneri su bili RTL televizija iz Hrvatske i Foks televizija iz Srbije. Prikazivana je i u Bosni i Hercegovini i Makedoniji.

## Sinopsis
U svetu visoke mode, izgled, lepota i novac odrednice su uspeha. U taj svet lažnog sjaja ulazi mlada Nina Brlek, čista suprotnost svemu što on predstavlja. Nina je devojka neugledne spoljašnosti, ali marljiva, inteligentna i obrazovana. Nedostaje joj ponešto manira, društvene snalažljivosti, samopouzdanja i estetske uglađenosti.
Iako zavidne biografije, Nina ne uspeva dobiti posao u prestižnoj hrvatskoj modnoj kući "H-Moda", koja pod svojom upravom izdaje i časopis "Helena". Vlasnik H-Mode je Viktor Glovatski, koji je spreman da porodični posao prepustiti svom sinu Davidu. Za poziciju predsednika firme, bori se i Petar Vidić, brat Davidove verenice Barbare. Mesto Davidove sekretarice, za koje se prijavila Nina, je dobila Patricija Vučković, Barbarina prijateljica. No, odlukom Davidovog oca, upravo Nina dobija mesto sekretarice. Kako će se neugledna Nina snaći u svetu glamura, mode i blještavila?

## Zanimljivosti
- Serija je u Hrvatskoj počela s emitovanjem u prvim počecima 2008-e godine, no u susednim zemljama, tačnije u Srbiji krajem oktobra, a u BiH, počela je s emitovanjem u novembru 2007.
- Serija je jako popularna u Srbiji, gde se emitovala triput nedeljno na srpskom Foksu. Za vreme potpisivanja autograma u Beogradu, glumci iz serije su morali bežati od horde obožavalaca koji su ih skoro pokosili.
- Glumci iz serije, Edvin Liverić i Linda Begonja, ušli su u kuću Velikog brata krajem sezone kako bi stanari lakše prošli nedeljni zadatak, koji je bio "snimanje sapunice".
- Početkom 2008. godine, u štampi je objavljena vest kako srpski Foks prekida saradnju s RTL-om, uprkos visokoj gledanosti serije. Nije poznato hoće li se snimati druga sezona serije[1].
- Počevši od 7. aprila 2008. RTL je preselio seriju u novi termin, 19:35, te se serija prikazuje u polusatnom formatu. Serija je zamenila sapunicu "Zabranjena ljubav", čije završne epizode RTL još uvek nije prikazao. Nakon samo nekoliko epizoda, RTL je ponovno povukao seriju iz termina 19:30 i umesto "Nine" krenule su nove epizode serije "Krim Tim 2: Pravda na zadatku". Nije poznato hoće li RTL prikazati preostale epizode serije[2].

## Likovi

### Glavna postava
| Glumac/glumica     | Lik                | Trajanje  |
| ------------------ | ------------------ | --------- |
| Lana Gojak Bajt    | Nina Brlek         | 2007-2008 |
| Robert Kurbaša     | David Glowatzky    | 2007-2008 |
| Petar Ćiritović    | Petar Vidić        | 2007-2008 |
| Bojana Ordinačev   | Patricija Vučković | 2007-2008 |
| Kristina Krepela   | Barbara Vidić      | 2007-2008 |
| Andrija Milošević  | Marko Savić        | 2007-2008 |
| Edvin Liverić      | Aleks Kralj        | 2007-2008 |
| Vanda Božić        | Koraljka Gabrek    | 2007-2008 |
| Linda Begonja      | Monika Marinović   | 2007-2008 |
| Ivana Boban        | Sanja Poljak       | 2007-2008 |
| Hana Hegedušić     | Martina Spišić     | 2007-2008 |
| Jasna Beri         | Mira Brlek         | 2007-2008 |
| Ljubo Zečević      | Vlado Brlek        | 2007-2008 |
| Ivan Pelušić       | Davor Brlek        | 2007-2008 |
| Edis Žilić         | Nikola Buljubašić  | 2007-2008 |
| Ankica Dobrić      | Sofija Glovatski   | 2007-2008 |
| Ante Čedo Martinić | Viktor Glovatski   | 2007-2008 |
| Kristina Bajza     | Ines               | 2007-2008 |
| Saša Buneta        | Branko Kovačević   | 2007-2008 |

### Gostujuće uloge
- Kostadinka Velkovska kao gospođa Strilić (2008)
- Miroslav Mučnjak kao gospodin Strilić (2008)
- Toni Cetinski kao Toni Cetinski (2008)
- Sloboda Mićalović kao Vanesa Tintor (2008)
- Marinko Madžgalj kao Dragan Popadić (2008)
- Ana Majhenić kao Ivanka (2008)
- Filip Nola kao Saša Čeganjac (2008)
- Fani Stipković kao Tea (2008)
- Petra Maroje kao Kristina Maras (2008)
- Alen Šalinović kao gospodin Jurić (2008)
- Ozren Domiter kao Anić (2008)
- Anica Kovačević kao Anamarija Herceg (2008)
- Andrej Pašalić kao Mikić (2008)

## Ostale adapcije formata
Scenario Fernanda Gajtana (Fernando Gaitan) za telenovelu "Yo soy Betty, la fea" se ispostavio jednim od najtiražnijih izvoznih artikala u Kolumbiji. Ovo su ostale adapcije:
- Rusija "Не родись красивой"
- Holandija "Lotte"
- Meksiko "La fea más bella" i "El amor no es como lo pintan"
- Indija "Jassi Jaissi Koi Nahin"
- Nemačka "Verliebt in Berlin"
- Grčka "Μαρία, η Άσχημη"
- Izrael "אסתי המכוערת"
- Španija "Yo soy Bea"
- Češka "Ošklivka Katka"
- Turska "Sensiz Olmuyor"
- Belgija "Sara"
- Poljska "Brzydula"
- Vijetnam "Cô Gái Xấu Xí"
- Filipini "I ♥ Betty la fea"
- SAD "Ugly Betty"
- Kina "丑女无敌"
- Portugalija "Tudo por amor"

Neke produkcije su se poslužili mnogih motiva radnje iz ove uspešne telenovele:
- "Mi gorda bella" (Venecuela)
- "La mujer en el espejo" (Kolumbija)
- "Dame chocolate" (SAD)
- "Patido fea" (Argentina)

## Spoljašnje veze
- RTL-ova službena stranica serije
- Ne daj se, Nina na IMDB